# 山内豊敷
山内 豊敷（やまうち とよのぶ）は、土佐藩8代藩主。

## 生涯
正徳2年（1712年）6月8日、土佐藩家老深尾家の分家で、山内姓を与えられていた山内規重の長男として生まれる。豊敷の父・規重は、第2代藩主・山内忠義の弟で深尾家に養子入りした深尾重昌の子孫で、山内氏一族の中でも人望があり、家老として藩主を補佐していた人物でもあった。父・規重が享保6年（1721年）に死去し、跡を継いだ。初名は重固であった。
享保10年（1725年）10月22日、本家の第7代藩主・山内豊常が子女を残さないまま早世したため、豊常の妹・長姫の夫で義弟の豊敷が豊常の養子となって跡を継いだ。同年10月28日、将軍徳川吉宗に御目見する。同年12月18日（西暦では1726年1月）、従四位下・民部大輔に叙任する。享保13年12月21日（西暦では1729年1月）、侍従に任官する。
しかし藩政においては、享保12年（1727年）の高知城焼失、享保17年（1732年）の害虫による凶作、享保18年（1733年）には前年の凶作による飢餓などに苦しめられ、幕府から1万5000両を借り受け、藩財政再建を目指して藩政改革を断行する。行政整理や風俗の徹底、製鉄業の奨励、藩士からの半知借上、宝暦2年（1752年）には国産方役所を設置して製紙業の専売化をはかるなどしている。しかし専売化に反対する中平善之進らによる一揆が起こり、一揆側の要求を受け入れて宝暦10年（1760年）に役所を一時的に廃止するなど、藩政改革は失敗に終わった。
宝暦9年（1759年）に藩校・教授館を創設し、文武を奨励する。さらに目安箱を設置して広く意見を求めるなどしたが、効果はなかった。明和4年（1767年）11月19日に死去した。享年56。
墓所は国史跡の土佐藩主山内家墓所（高知県高知市筆山町）。
跡を四男の豊雍が継いだ。

## 逸話
- 土佐藩の兵学者だった広瀬実路が、源義経の兜と称する二十四間星兜鉢を山内家へ献上した。近年の調査で鎌倉時代後期の作と判明したが、豊敷は「義経の兜」として大切に扱い、城の武具蔵の巡検の際も、案内役の家臣に対し、「大変古く、珍しく貴重な宝であるから、部品を仕立てるようなことはせず、このまま置いておこうと思う。役人はよく心得、今後手入れを念入りにするように」と述べ、文化財修理の基本理念である「現状維持」の方策を採った。そのため兜は、献上当時の状態で代々受け継がれたという[3]。

## 系譜
- 父：山内規重（1682年 - 1721年）
- 母：富姫 - 清涼院、西大路隆栄の娘
- 養父：山内豊常（1711年 - 1725年）
- 正室：長姫 - 山内豊隆の娘
- 側室：加恵 - 貞光院、伊笹氏
  - 四男：山内豊雍（1750年 - 1789年）
- 室：祥栄院
  - 五男：山内豊泰（1765年 - 1803年） - 山内豊産の養子
- 生母不明の子女
  - 長男：山内豊治
  - 次男：山内豊儀
  - 三男：山内豊根
  - 女子：峰 - 清浄院、松平朝矩正室
  - 女子：賀 - 佐竹義敦正室
  - 女子：正 - 小笠原忠苗正室